# In the Wee Small Hours of the Morning
In the Wee Small Hours of the Morning (deutsch: In den frühen Morgenstunden) ist ein Popsong von David Mann (Musik) und Bob Hilliard (Text) aus dem Jahr 1955.

## Geschichte
Anfang 1955 spielten David Mann und Bob Hilliard in Hilliards Wohnung in Englewood Cliffs Karten. Als das Spiel zu Ende war, drängte Hilliard Mann, noch zu bleiben und rasch noch einen Song zu schreiben. Mann willigte ein, obwohl er am nächsten Tag einen frühen Termin in New York hatte. Nachdem das Stück geschrieben worden war und Mann sich den Text, die Musik und den (zur Stunde passenden) Titel In the Wee Small Hours of Morning auf einen Zettel notiert hatte, steckte er diesen in seine Jackentasche und fuhr in seine Wohnung nach Manhattan.
Auf dem Weg zu seinem Termin am nächsten Morgen sah Mann am Columbus Circle zufällig Frank Sinatra und Nelson Riddle. Er gesellte sich zu ihnen, und sie luden ihn ein, mitzukommen. Im Verlauf des Gesprächs erfuhr Mann, dass sie für das nächste Album von Sinatra bereits fünfzehn Songs fertig hatten, aber noch einen benötigten. Er dachte an das Blatt Papier in seiner Jackentasche mit dem neuen Song und fragte, ob Sinatra sich den vielleicht einmal ansehen wollten. Dieser willigte nach einigen Minuten ein, sah sich den Song an und sagte: This Is My Kind of Song. Er steckte das Papier in seine eigene Tasche, und die Männer trennten sich.
Tatsächlich wurde der Song von Sinatra 1955 am 17. Februar 1955 aufgenommen; veröffentlicht als Titelsong seines Balladen-Albums In the Wee Small Hours, das er atmosphärisch prägte, wurde der Song populär. Das Album wurde 1984 in die Grammy Hall of Fame aufgenommen.

## Weitere Versionen
Bereits 1955 wurde eine Instrumentalversion von J. J. Johnson & Kai Winding eingespielt, im Folgejahr von Hazel Scott. Sängerinnen wie Morgana King, June Christy und Ella Fitzgerald coverten den Song ebenso wie The Hi-Lo’s. Der Song entwickelte sich, auch durch Interpretation von Ben Webster mit Oscar Peterson, Johnny Hodges, Curtis Fuller und Art Van Damme zum Jazzstandard.
Ein Arrangement der weiblichen Gesangsgruppe Säje wurde 2024 mit einem Grammy Award ausgezeichnet.